# Elektrochemia
Elektrochemia – dział chemii fizycznej badający elektryczne aspekty reakcji chemicznych, a także w mniejszym stopniu własnościami elektrycznymi związków chemicznych.
Przedmiotem jej badań są m.in. procesy chemiczne towarzyszące przepływowi prądu elektrycznego przez elektrolit, którymi są stopy i roztwory związków chemicznych zdolnych do dysocjacji elektrolitycznej.
Główne obszary badawcze elektrochemii:
- teorie elektrolitów (roztworów jonowych);
- procesy transportu w roztworach elektrolitów;
- różnice potencjałów elektrycznych na granicach faz (w tym potencjały elektrodowe);
- ogniwa elektrochemiczne (galwaniczne i elektrolityczne);
- mechanizmy i kinetyka procesów elektrodowych.

Czasami stosuje się podział elektrochemii na:
- jonikę, która zajmuje się badaniem właściwości roztworów elektrolitów;
- elektrodykę, która zajmuje się budową granicy faz elektrycznie przewodzących i zjawiskami, które zachodzą przy przenoszeniu ładunku przez taką granicę (procesy elektrodowe).